# قاي هاردي
قاي هاردي هو سياسي كندي، ولد في 15 مايو 1950 في كندا. حزبياً، نشط في حزب كيبيك الليبرالي. وقد انتخب عضو الجمعية الوطنية في كيبك ‏ عن دائرة Saint-François (electoral district) ‏ خلال فترته النيابية ‏ (17 أبريل 2014 – ).